# Daptone Records
Daptone Records és un segell discogràfic de música soul i funk creat per Gabriel Roth i Neal Sugarman i amb seu a Brooklyn (Nova York) Després de la desaparició del segell Desco Gabriel Roth es va unir a Neal Sugarman per crear una nova casa discogràfica, Daptone Records.A més de Sharon Jones i els Dap-Kings, Daptone ha gravat i llançat la música The Sugarman Three, The Budos Band, The Poets of Rhythm, The Daktaris, The Mighty Imperials, Lee Fields, Charles Bradley, Binky Griptite, i Naomi Davis. El nucli dur de la seua música són Dap-Kings. The Sugarman 3 inclou a Neal Sugarman, saxofon; Adam Scone, Hammond Organ; Al Street, guitarra; Rudy Albin, bateria; Dave Guy, trompeta.

## Discografia
| Artista                           | Títol                                           | Número de catàleg | Data de llançament |
| --------------------------------- | ----------------------------------------------- | ----------------- | ------------------ |
| Sharon Jones and the Dap-Kings    | Dap Dippin' with Sharon Jones and the Dap-Kings | DAP-001           | 2002               |
| Sugarman Three & Co.              | Pure Cane Sugar                                 | DAP-002           | 2002               |
| The Mighty Imperials              | Thunder Chicken                                 | DAP-003           | 2003 (reissue)     |
| Sharon Jones and The Dap-Kings    | Naturally                                       | DAP-004           | 2005               |
| The Budos Band                    | The Budos Band                                  | DAP-005           | 2005               |
| The Sugarman 3                    | Sugar's Boogaloo                                | DAP-006           | 2006 (reedició)    |
| Poets of Rhythm                   | Practice what you preach                        | DAP-007           | 2006 (reedició)    |
| The Sugarman 3                    | Soul Donkey                                     | DAP-008           | 2006 (reedició)    |
| The Daktaris                      | Soul Explosion                                  | DAP-009           | 2004 (reedició)    |
| Bob and Gene                      | If This World Were Mine...                      | DAP-010           | 2007 (reedició)    |
| The Budos Band                    | Budos Band II                                   | DAP-011           | 2007               |
| Sharon Jones and the Dap-Kings    | 100 Days, 100 Nights                            | DAP-012           | 2007               |
| Various Artists                   | Como Now: The Voices Of Panola Co., Mississippi | DAP-014           | 2008               |
| Menahan Street Band               | Make the Road by Walking                        | DAP-015           | 2008               |
| Naomi Shelton & The Gospel Queens | What Have You Done, My Brother                  | DAP-016           | 2009               |
| Various Artists                   | Daptone Gold                                    | DAP-018           | 2009               |
| Sharon Jones and the Dap-Kings    | I Learned the Hard Way                          | DAP-019           | 2010               |
| The Budos Band                    | Budos Band III                                  | DAP-020           | 2010               |

## Artistes
- Antibalas Afrobeat Orchestra
- The Budos Band
- Charles Bradley
- Lee Fields
- Menahan Street Band
- The Mighty Imperials
- Naomi Shelton
- Sharon Jones & The Dap-Kings
- The Sugarman 3
- Adam Scone